# ラートリー
ラートリー（Rātrī）は、夜の意で、インド神話における夜の女神である。天空神ディヤウスの娘で、暁の女神ウシャスの姉。また太陽の母とされる。『リグ・ヴェーダ』における数少ない女神の1つであり、ウシャスとともに称えられることが多いが、独立讃歌はわずか1詩篇にとどまる（10巻127）。讃歌においては夜間の安全と安息が祈願されており、それによると女神は夜空の星を目としてあらゆる地を監視し、ウシャスと交代して暗闇を遠ざけ、帰路に就く者を守護し、オオカミや盗人を遠ざけるという。